# Eleição municipal de Itaquaquecetuba em 2024
A eleição municipal da cidade brasileira de Itaquaquecetuba, ocorreu no dia 06 de outubro de 2024 (domingo), elegendo um prefeito, um vice-prefeito e 19 vereadores para a administração itaquaquecetubense. O prefeito Delegado Eduardo Boigues, candidato pelo PL, foi reeleito como prefeito no primeiro turno, recebendo 91,70% dos votos válidos, que somaram 165.975 de um total de 180.990.

## Calendário eleitoral
| Início        | Fim           | Atividades | Status    |
| ------------- | ------------- | --- | --------- |
| 7 de março    | 5 de abril    | Janela partidária para vereadores trocarem de partido visando concorrer às eleições sem perder o mandato. | Realizado |
| 6 de abril    | 6 de abril    | Data-limite para todas as legendas e federações partidárias obterem o registro dos estatutos no TSE e para todos os candidatos terem domicílio eleitoral na circunscrição em que desejam disputar as eleições com a filiação deferida pelo partido. | Realizado |
| 15 de maio    | 15 de maio    | Início da campanha de arrecadação prévia de recursos na modalidade de financiamento coletivo para pré-candidatos, sem realização de pedidos de voto e obedecendo a regras relativas à propaganda eleitoral na Internet.                             | Realizado |
| 20 de julho   | 5 de agosto   | Realização de convenções partidárias para deliberar sobre coligações e escolher candidatos às prefeituras e aos cargos de vereador. Os partidos têm até 15 de agosto para registrar os nomes na Justiça Eleitoral.                                  | Realizado |
| 16 de agosto  | 16 de agosto  | Início das campanhas eleitorais de forma igualitária, podendo qualquer publicidade ou manifestação com pedido explícito de voto antes da data ser considerada irregular e multada.                                                                  | Realizado |
| 30 de agosto  | 3 de outubro  | Veiculação da propaganda eleitoral gratuita no rádio e na televisão. | Realizado |
| 6 de outubro  | 6 de outubro  | Realização do primeiro turno das eleições municipais. | Realizado |
| 11 de outubro | 25 de outubro | Veiculação da propaganda eleitoral gratuita no rádio e na televisão para o segundo turno. | Realizado |
| 27 de outubro | 27 de outubro | Realização de um eventual segundo turno nas cidades com mais de 200 mil eleitores em que o candidato a prefeito mais votado não tenha atingido a metade mais um dos votos válidos.                                                                  | Realizado |

## Candidatos
| Nº | Prefeito(a)         | Prefeito(a)              | Prefeito(a)       | Prefeito(a)                                      | Vice-prefeito(a) | Vice-prefeito(a) | Vice-prefeito(a) | Vice-prefeito(a)  | Vice-prefeito(a)                             | Coligação Partido(s)                                                                                                | Ref.  |
| Nº | Candidato(a)        | Candidato(a)             | Partido Federação | Cargos relevantes                                | Candidato(a)     | Candidato(a)     | Candidato(a)     | Partido Federação | Cargos relevantes                            | Coligação Partido(s)                                                                                                | Ref.  |
| -- | ------------------- | ------------------------ | ----------------- | ------------------------------------------------ | ---------------- | ---------------- | ---------------- | ----------------- | -------------------------------------------- | --- | ----- |
| 22 | Dr._Eduardo_Boigues | Delegado Eduardo Boigues | PL                | - Prefeito de Itaquaquecetuba (2021–presente)    |                  |                  | Rogério Tarento  | PSD               | - Advogado                                   | Força Que Faz Itaquá Avançar PL, PSD, PSB, MDB, PP, PODE, DC, Republicanos e Fed. PSDB Cidadania (PSDB e Cidadania) | [ 4 ] |
| 12 |                     | Adriana do Hospital      | PDT               | - Vereadora de Itaquaquecetuba (2017–2021)       |                  |                  | Magrão           | PDT               | - Advogado                                   | Sem coligação | [ 5 ] |
| 13 |                     | Fabiano do PT            | PT FE Brasil      | - Vice-presidente estadual PT-SP (2023–presente) |                  |                  | Wilson Garcia    | Agir              | - Empresário; - Presidente municipal do Agir | Governo do Povo FE Brasil (PT, PCdoB e PV), Agir, PRD e Fed. PSOL REDE (PSOL e REDE)                                | [ 6 ] |
| 77 |                     | Armando da Farmácia      | Solidariedade     | - Prefeito de Itaquaquecetuba (2005–2013)        |                  |                  | Moacyr Fernandes | Solidariedade     | - Ex-vereador de Itaquaquecetuba             | Sem coligação | [ 7 ] |

## Pesquisas eleitorais
As pesquisas buscam analisar como seria o resultado da eleição se ela ocorresse no dia em que os dados dos entrevistados foram coletados, não tendo como objetivo pela porcentagem de confiança, prever o resultado final da eleição.
| Fonte | Data(s) conduzida(s) | Amostragem | Boigues PL        | Adriana PDT    | Fabiano PT | Armando Solidariedade | B/N | NS/NR | Vantagem | Ref. |    |    |    |    |    |     |       |
| ----- | -------------------- | ---------- | ----------------- | -------------- | ---------- | --------------------- | --- | ----- | -------- | ---- | -- | -- | -- | -- | -- | --- | ----- |
| Fonte | Data(s) conduzida(s) | Amostragem | RealTime Big Data | 20-21/Set/2024 | 800        | 80%                   | B/N | NS/NR | Vantagem | Ref. | 3% | 3% | 1% | 7% | 6% | 77% | [ 8 ] |

## Resultados
A apuração das urnas começa a partir das 17 horas (horário de Brasília), após o término das votações.

### Prefeito
| Fonte: TSE                          | Fonte: TSE                       | Fonte: TSE                    | Fonte: TSE                    |
| Candidato(a) a prefeito(a)          | Candidato a vice-prefeito(a)     | 1º turno 6 de outubro de 2024 | 1º turno 6 de outubro de 2024 |
| Candidato(a) a prefeito(a)          | Candidato a vice-prefeito(a)     | Votação                       | Votação                       |
| Candidato(a) a prefeito(a)          | Candidato a vice-prefeito(a)     | Total                         | %                             |
| ----------------------------------- | -------------------------------- | ----------------------------- | ----------------------------- |
| Eduardo Boigues (PL)                | Rogério Tarento (PSD)            | 165.975                       | 91,7%                         |
| Fabiano do PT (PT)                  | Wilson Garcia (Agir)             | 9.027                         | 4,99%                         |
| Adriana do Hospital (PDT)           | Magrão(PDT)                      | 3.614                         | 2,00%                         |
| Armando da Farmácia (Solidariedade) | Moacyr Fernandes (Solidariedade) | 2.374                         | 1,31%                         |
| Total de votos válidos              | Total de votos válidos           | 178.616                       | 88,55%                        |
| → Votos brancos                     | → Votos brancos                  | 6.274                         | 3,21%                         |
| → Votos nulos                       | → Votos nulos                    | 8.181                         | 4,19%                         |
| Total de votos                      | Total de votos                   | 195.445                       |                               |
| → Abstenções                        | → Abstenções                     | 64.224                        | 24,73%                        |

### Vereadores Eleitos
| Candidato(a)            | Partido      | Votação     | Votação |
| Candidato(a)            | Partido      | Total       |         |
| ----------------------- | ------------ | ----------- | ------- |
| David Neto              | PL           | 8.762 votos |         |
| Edson Moura             | PL           | 5.177 votos |         |
| Xandão                  | PL           | 4.809 votos |         |
| Dr. Roque               | PL           | 4.525votos  |         |
| Lessandra da Paiol      | Podemos      | 4.509 votos |         |
| Cantor Sidney Santos    | PL           | 3.829 votos |         |
| Diego Estilo Raro       | MDB          | 3.807 votos |         |
| Maria Cristina Perpetuo | PL           | 3.639 votos |         |
| Cesinha da Associação   | PL           | 3.384 votos |         |
| Professor Gilberto Tico | PL           | 2.877 votos |         |
| Fábio do Açougue        | Republicanos | 2.801 votos |         |
| Arnô Cabeleireiro       | PL           | 2.709 votos |         |
| Cowboy Edimar           | MDB          | 2.348 votos |         |
| Mané Barranco           | PSD          | 2.336 votos |         |
| Luiz Coutinho           | Republicanos | 2.286 votos |         |
| Colega                  | PSB          | 2.162 votos |         |
| Professor Francisco     | PSD          | 2.150 votos |         |
| Romualdo TVR            | PSB          | 2.058 votos |         |
| Gustavo                 | PT           | 1.361 votos |         |